# Nikita Filippov
Pour les articles homonymes, voir Filippov.
Nikita Filippov (en kazakh : Никита Филиппов ; né le 7 octobre 1991 à Almaty) est un athlète kazakh spécialiste du saut à la perche. Il mesure 1,92 m pour 80 kg.
Il concourt pour le club Altay Athletics, club professionnel international kazakh.

## Palmarès
| Date | Compétition                  | Lieu     | Résultat | Marque |
| ---- | ---------------------------- | -------- | -------- | ------ |
| 2008 | Championnats d'Asie juniors  | Djakarta | 3e       | 4,80 m |
| 2010 | Championnats d'Asie juniors  | Hanoï    | 1er      | 5,05 m |
| 2013 | Universiade                  | Kazan    | 3e       | 5,50 m |
| 2014 | Jeux asiatiques              | Incheon  | 5e       | 5,25 m |
| 2015 | Universiade                  | Gwangju  | 1er      | 5,50 m |
| 2017 | Universiade                  | Taipei   | 5e       | 5,30 m |
| 2018 | Championnats d'Asie en salle | Téhéran  | 1er      | 5,20 m |
| 2018 | Jeux asiatiques              | Jakarta  | 8e       | 5,30 m |

## Records
| Épreuve          | Épreuve   | Marque | Lieu      | Date            |
| ---------------- | --------- | ------ | --------- | --------------- |
| Saut à la perche | Plein air | 5,65 m | Almaty    | 18 juillet 2015 |
| Saut à la perche | Salle     | 5,50 m | Karaganda | 5 février 2011  |